# Aéroport international d'Islamabad
Le nouvel aéroport d'Islamabad est un aéroport situé au sud-ouest d'Islamabad, la capitale du Pakistan.

## Histoire
Sa construction s'est terminée début 2018 et il a été inauguré en mai 2018. Il a remplacé l'ancien aéroport international Benazir Bhutto.

## Situation
| Bahawalpur Chitral Dalbandin Dera Ghazi Khan Dera Ismail Khan Faisalabad Gilgit Gwadar Islamabad Karachi Lahore Moenjodaro Multan Nawabshah Panjgur Peshawar Quetta Rahim Yar Khan Sialkot Sawan Sehwan · Sharif Sindhri Skardu Sukkur Turbat Zhob |

## Compagnies et destinations
| Compagnies                      | Destinations |
| ------------------------------- | --- |
| Air Arabia                      | Ras el Khaïmah |
| Air China                       | Pékin-Capitale |
| Airblue                         | Abou Dabi, Dubaï, Karachi-Jinnah, Charjah |
| ATA Airlines                    | Mechhed-Shahid H. Nejad |
| China Southern Airlines         | Ürümqi-Diwopu |
| Emirates                        | Dubaï |
| Etihad Airways                  | Abou Dabi |
| FlyMe                           | Göteborg |
| Flynas                          | Riyad-roi Khaled |
| Gulf Air                        | Manama-Bahreïn |
| Kam Air                         | Kaboul |
| Kish Air                        | En saison : Mechhed-Shahid H. Nejad |
| Kuwait Airways                  | Koweït |
| Oman Air                        | Mascate |
| Pakistan International Airlines | - Abou Dabi, - Bahawalpur, - Barcelone-El Prat, - Pékin-Capitale, - Birmingham, - Chitral (en), - Copenhague-Kastrup, - Dammam-roi Fahd, - Doha-Hamad, - Dubaï, - Gilgit, - Djeddah - Roi-Abdelaziz, - Kaboul, - Karachi-Jinnah, - Lahore-Allama Iqbal, - Londres-Heathrow, - Manchester, - Milan-Malpensa, - Médine-Prince M. Bin Abdulaziz, - Multan, - Mascate, - Oslo-Gardermoen, - Paris-Charles de Gaulle, - Peshawar, - Quetta, - Rahim Yar Khan, - Riyad-roi Khaled, - Sialkot, - Skardu, - Sukkur, - Tokyo-Narita, - Toronto (Pearson), - Zhob |
| Qatar Airways                   | Doha-Hamad |
| Safi Airways                    | Kaboul |
| Saudia                          | Dammam-roi Fahd, Djeddah - Roi-Abdelaziz, Riyad-roi Khaled, Médine-Prince M. Bin Abdulaziz |
| SaudiGulf Airlines              | Dammam-roi Fahd |
| Serene Air                      | Karachi-Jinnah, Quetta |
| Thai Airways                    | Bangkok-Suvarnabhumi |
| Turkish Airlines                | Istanbul-Atatürk |

Édité le 11/08/2018